# Reformierte Kirche Ebnat

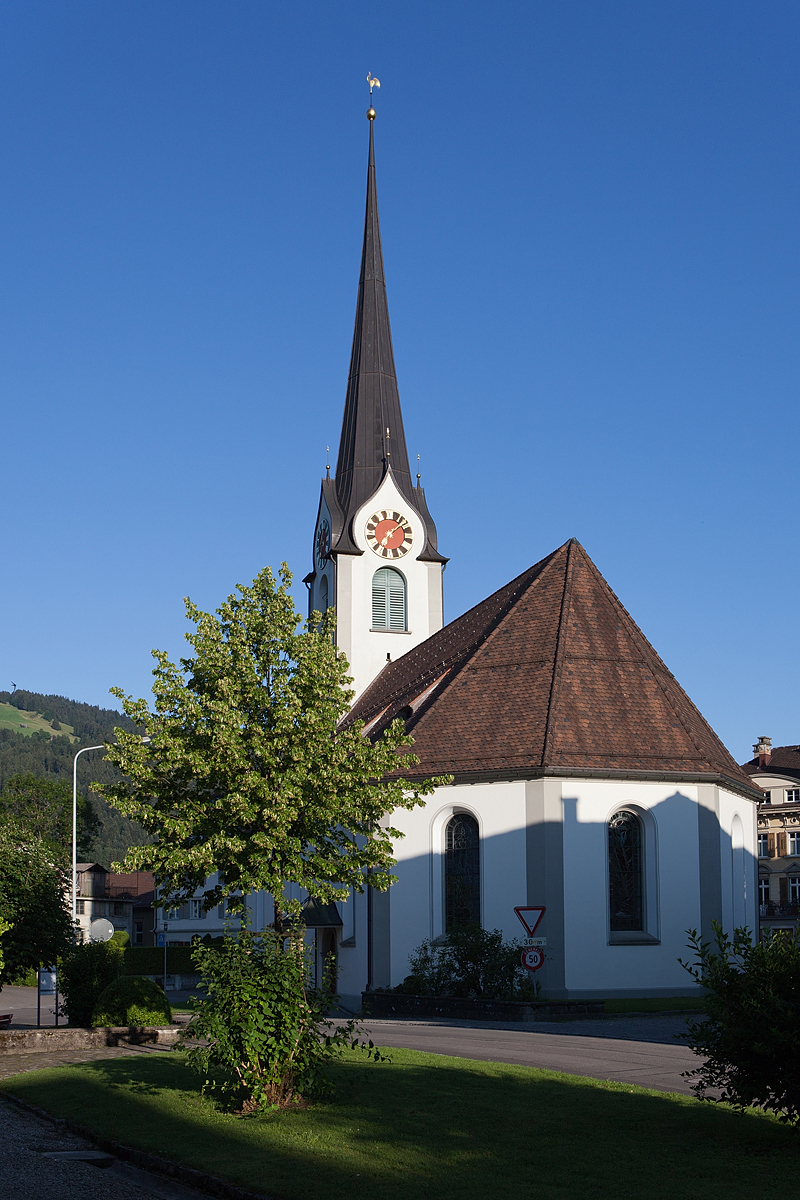
Kirche Ebnat

Die reformierte Kirche Ebnat ist eine barocke Landkirche des Baumeisters Hans Ulrich Grubenmann in der Toggenburger Gemeinde Ebnat-Kappel.

## Baugeschichte
Ebnat löste sich 1761 von der Kirchgemeinde Wattwil und plante die Errichtung eines eigenen Kirchengebäudes. Die Kirche wurde 1762 durch den Teufener Baumeister Johann Ulrich Grubenmann realisiert. Wie bei allen seinen Kirchenbauten führte der bekannten Brückenbauer den Dachstuhl der Kirche in Form eines ausgeklügelten Hängewerks aus. Die Kirche wurde in nur sechs Monaten fertiggestellt und am 10. Oktober 1762 eingeweiht.

## Beschreibung
Die Kirche verfügt, ähnlich wie die im Jahr zuvor vollendete reformierte Kirche Oberrieden über einen Frontturm mit Spitzturmhelm und geschweiften Wimpergen für die Zifferblätter. Die Saalkirche verfügt über einen dreiseitigen Abschluss und wird durch Rundbogenfenster erhellt.
Im Innern sind die Rokoko-Stuckaturen aus der Bauzeit erhalten geblieben, darunter eine Kartusche mit dem Wappen des Baumeisters Grubenmann. Die Glasmalereien eines unbekannten Künstlers von 1903 wurden 1993 durch Glasgemälde von Christoph Stooss ergänzt.
Auf der Empore im hinteren Teil der Kirche befindet sich eine 1994 erbaute Orgel der Firma Späth Orgelbau AG (Rapperswil) mit 19 Registern, verteilt auf zwei Manuale und Pedal. Die bisher letzte Revision, bei der auch Schimmelpilz bekämpft wurde, besorgte die Manufaktur Späth Orgelbau im Jahr 2018.
Im Kirchturm hängt ein vierstimmiges Glockengeläut in der Tonfolge c' – es' – f' – as', das 1908 von der Glockengießerei H. Rüetschi in Aarau gegossen wurde.

## Nachweise
1. ↑  Weitere Informationen: Orgelverzeichnis Schweiz und Liechtenstein: Reformierte Kirche Ebnat, Ebnat-Kappel SG

Koordinaten: 47° 15′ 44,7″ N, 9° 7′ 26,3″ O; CH1903: 727545 / 235983